# Triparma mediterranea
Espèce
Synonymes
Bolidomonas mediterranea Guillou & Chrétiennot-Dinet, 1999
Triparma mediterranea est une espèce d’algues de la famille des Triparmaceae. 

## Basionyme
Le basionyme est : Bolidomonas mediterranea Guillou & Chrétiennot-Dinet, 1999.